# خيف الزهرة
خيف الزهرة مستوطنة قديمة تقع في العلا غرب المملكة العربية السعودية. كانت مستوطنة زراعية كبيرة بكثافة سكانية عاليه، تمد واحة دادان باحتياجاتها من الغذاء.

## الوصف
كشفت بعثة إدارة الآثار والمتاحف عام 1398 هـ الموافق 1978م موقعًا استيطانيًا يعرف باسم خيف الزهرة٬ يقع عند نهاية مصب وادي المعتدل على مسافة كيلو متر واحد شمالي العلا. ويُؤرخ فترة الازدهار الرئيسة لهذا الموقع بمنتصف الألف الأول قبل الميلاد٬ أي خلال فترة سيادة المملكة الدادانية في العلا. وقد كُشف بالموقع عن بقايا سور حجري ضخم مشيد من كتل الأحجار الرملية٬ يصل عرضه إلى نحو 3 متر٬ وكانت تقوم عليه بعض الأبراج الكبيرة٬ ذات الأغراض الدفاعية غالبًا٬ كما يتضح ذلك من بقايا أساساتها التي كشف عنها شمال الموقع وشرقه٬ ويحيط السور بمستوطنة زراعية كبيرة٬ عثر فيها على بقايا منازل جدرانها مشيدة من الطوب اللبن فوق أساسات حجرية٬ كما ُكشف بينها عن بعض بقايا المواقد وأمكنة إعداد الطعام.
تشير الآثار في موقع خيف الزهرة إلى أنه كان مستوطنة زراعية كبيرة بكثافة سكانية عالية٬ وقدرة إنتاجية ضخمة، فالدراسات المبدئية ترجح أنه مزرعة غزيرة الإنتاج٬ تمد واحة دادان القديمة باحتياجاتها من الغذاء. فقد كشف في الموقع عن نظام ري متطور يعتمد على نظام القنوات٬ وسد حجري ضخم تتفرع منه قناتان كبيرتان للتحكم في مياه الري بالمنطقة٬ وشبكة كبيرة من القنوات الفرعية عملت لاستيعاب مياه الأمطار والسيول المتدفقة عبر وادي المعتدل وتنتظم مساراتها عبر مجموعة من بوابات التحكم الفرعية٬ وتؤمن تدفق مياه السيول إلى المزارع بصورة متوازنة٬ وتشير الدلائل الأثرية في الموقع إلى وجود وحدات من مساحات زراعية شاسعة تنم في الغالب عن ملكيات عائلية قبلية أو جماعية٬ وليست فردية٬ كانت تخضع في إدارتها وتنظيماتها إلى التعليمات الواردة من دادان (الخريبة) العاصمة٬ ولعل تلك المنشآت المعمارية التي كشف النقاب عنها بالقرب من الموقع نفسه تعزز من كونها مباني إدارية أنشئت بالقرب من الموقع لتخدم أغراض إدارة المشروعات الز ارعية الضخمة في أرجاء الموقع.